# Nasz Dziennik
Nasz Dziennik – ogólnopolski dziennik o profilu katolicko-narodowym wydawany w Warszawie przez spółkę Spes sp. z o.o. Pismo istnieje od 29 stycznia 1998.
Od 1999 redaktorem naczelnym jest Ewa Nowina-Konopka.
Inicjatorem powstania gazety był o. Tadeusz Rydzyk. W 1997 edycję gazety przygotowywał późniejszy poseł Artur Zawisza. Następcą Artura Zawiszy na stanowisku redaktora naczelnego był Artur Górski, który również został później posłem.

## Charakter pisma
Nasz Dziennik jest jedynym dziennikiem o profilu katolickim w Polsce. Nakładu gazety nie obejmuje kontrola Związku Kontroli Dystrybucji Prasy, z tego powodu brak jest potwierdzonej informacji o wynikach sprzedaży.
Według informacji wydawcy, sprzedaż wynosi około 100 tys. przy nakładzie 150 tys. egzemplarzy. W czerwcu 2019 na łamach gazety ogłoszono apel do czytelników o wsparcie czasopisma, podnosząc, że ma trudności finansowe i jego istnienie jest zagrożone.
Gazeta prezentuje wiadomości w głównych działach Polska (w tym Polonia i Kresy), Świat, Ekonomia, Wiara, Sport oraz Kultura, Myśl jest bronią, Wiara Ojców, Czytelnicy, Ostatnia strona. Pismo propaguje prawicowy dyskurs, który łączy w sobie idee narodowej tożsamości z radykalnym katolicyzmem. Jednak podkreśla się, że naród jest wartością jedynie w perspektywie doczesności, kiedy to najważniejsze miejsce w publicystyce dziennika zajmuje Bóg.

## Współpracownicy
Do stałych współpracowników należą m.in.:
| - dr Hanna Wujkowska - ks. prof. Tadeusz Guz - Ryszard Czarnecki - ks. dr Waldemar Kulbat - ks. prof. Waldemar Chrostowski - prof. Iwo Cyprian Pogonowski - dr hab. Piotr Jaroszyński - ks. dr hab. Krzysztof Bielawny |  | - prof. Andrzej Nowak - dr Stanisław Krajski - dr Cezary Mech - dr Marek Czachorowski - dr hab. Mieczysław Ryba - mgr Jan Maria Jackowski - Czesław Ryszka - ks. dr hab. Piotr Steczkowski - Stanisław Michalkiewicz - Wojciech Reszczyński - Eugeniusz Tuzow-Lubański - Filip Frąckowiak |  | - Jan Łopuszański - Marian Piłka - prof. Mirosław Piotrowski - prof. Tadeusz Marczak - dr Krzysztof Kawęcki - dr n. med. Urszula Krupa - Witold Tomczak - prof. Rafał Broda - prof. Grzegorz Kucharczyk - dr hab. Krystyna Pawłowicz - dr Barbara Fedyszak-Radziejowska - Katarzyna Cegielska - Piotr Bączek |  | - Piotr Czartoryski-Sziler - Artur Kowalski - Leszek Żebrowski - Piotr Tomczyk - Adam Białous - Sebastian Karczewski |

## Medal „Milito pro Christo”
5 stycznia 2008 Nasz Dziennik, a wraz z nim Radio Maryja i Telewizja Trwam, zostały uhonorowane Medalem „Milito pro Christo” („Walczę dla Chrystusa”) – odznaczeniem przyznawanym przez Ordynariat Polowy Wojska Polskiego – za bezkompromisową obronę prawdy, szerzenie postaw patriotycznych, upowszechnianie nauczania Sługi Bożego Jana Pawła II, a także za promowanie kultury i tradycji Wojska Polskiego”. Medal, w warszawskiej katedrze polowej Wojska Polskiego, wręczył ksiądz biskup gen. Tadeusz Płoski.

## Dodatki tematyczne
„Nasz Dziennik” wydaje kilka dodatków tematycznych: „Dom – wyjątkowe miejsce”. „Dom na błysk”. „Kupcy Polscy”. „Ogród – sama radość”. „Szlachetne zdrowie”. „Moda dla Ciebie” oraz dodatek turystyczny „Poznajemy Polskę”.